# Без съжаления за младостта ни
„Без съжаления за младостта ни“ (на японски: わが青春に悔なし, по система на Хепбърн: Waga seishun ni kuinashi), познат и с редица други заглавия, е японски пълнометражен игрален филм от 1946 г., пети на режисьора Акира Куросава. Сценарият е дело на Куросава и Еиджиро Хисаита. В лентата участват Сецуко Хара, Сусуму Фуджита, Акитаке Коно, Денджиро Окочи и Такаши Шимура.
Филмът описва историята на млада жена, която избира да е с човек, преследван от японското правителство през Втората световна война.
Това е първата творба на Куросава след капитулацията на Япония и навлизането на американските войски в държавата и продуктът, в който режисьорът има пълната свобода да предаде мислите си. Лентата е посрещната с добри отзиви от окупаторите.

## Синопсис
Внимание:  Текстът по-долу разкрива сюжета на произведението (или части от него)!
Япония през 1933 г. След окупирането на китайската област Манджурия, японските войски използват намесата, за да подтикнат населението към милитаризация. Всеки противопоставящ се на окупацията е обявен за комунист.
Професор Ягихара е изключен от Императорския университет в Киото, заради левите си убеждения, което предизвиква студентски бунтове. Рюкеи Ноге и Итогава, двама от студентите, ухажват дъщерята на професора – Юкие. Ноге подкрепя бунтовете и не одобрява намесата на Япония в Манджурия, докато Юкие е безразлична към политиката и предпочита да прекарва времето си безгрижно, заедно с Итогава, който е по-кротък и чувствителен. Момичето обаче изпитва чувства към буйния и интересен Ноге.
Студентските бунтове са потушени и мнозина участници арестувани, сред тях и Ноге, който изчезва безследно. Ягихара моли студентите си да се оттеглят от стачката, загрижен да не ги изключат от учебното заведение. Младежите се вслушват в заръката на учителя.
Изминават четири години, в които Юкие страда заради отсъствието на Ноге. През това време Итогава, който тя отбягва, става прокурор на правителството. Една вечер той е поканен на вечеря от семейството на Ягихара и съобщава, че Ноге се е върнал. На другия ден довежда изгнаника, който си признава, че през четирите години е бил в затвора. Ноге претърпява промени там, отказва се напълно от радикалните си идеи и с помощта на Итогава си намира работа в армията. Юкие е разочарована от новия Ноге.
Младата жена решава да промени живота си и заминава за Токио. Семейството е покрусено от решението ѝ, но Ягахира оставя дъщеря си да следва пътя си. Три години Юкие прекарва в големия град, сменяйки различни работи. Един ден младата жена се среща с Итогава, който е прехвърлен в Токио. Мъжът е вече женен и чака дете. На вечеря между двамата Юкие научава, че Ноге също работи в Токио. Тя минава няколко пъти покрай офиса му, но не намира сили да се срещне с него, докато двамата случайно не се сблъскват.
Ноге поканва Юкие вътре, където младата дама разбира, че мъжът се занимава с нелегална дейност. Въпреки това тя остава с него и след известно време двамата се женят. Една вечер Ноге е арестуван от полицията. Разследващите отвеждат Юкие в участъка за разпит. Жената отказва да даде показания и е задържана.
Итогава освобождава невинната жена. Ягихара отива да благодари на прокурора, като изявява желание да свидетелства в полза на Ноге. Итогава съобщава на професора, че обвиненият за шпионин на Запада е починал миналата вечер в килията си. Юкие е покрусена, но решава да посети родителите на Ноге, с които той не поддържа връзка от десет години.
Семейството на починалия тъне в нищета, подигравано от хората в селото, заради сина им – предател на отечеството. Вечерта майката на Ноге и Юкие погребват останките на мъртвеца. Младата жена настоява да остане с родителите на бившия си съпруг и отказва да се върне у дома.
Юкие започва да помага в обработката на оризовите полета. Работата е тежка, но младата жена проявява упорство, за да докаже на родителите своята искреност, както и добротата на покойния Ноге. С помощта на майката, Юкие успява да засади цялото оризово поле, въпреки че се разболява от треска.
На сутринта местното население унищожава всичко посадено. Двете жени започват да засаждат отново растенията. Старият баща, дотогава останал безучастен и мълчалив, излиза навън, проклинайки селяните, да помага на жените.
Един ден Итогава идва да отдаде почит на гроба на Ноге. Юкие, която той едва познава, не му позволява, понеже прокурорът е считал починалия за престъпник. След войната Ноге е почетен като поддръжник на световния мир. Ягихара произнася реч по случая в университета, от който преди е бил уволнен. Юкие се завръща в селото, за да помага на отрудените селски жени.

## Актьорски състав
| Име на актьора  | Име на персонажа (бълг. ез.) | Оригинално име на персонажа | Описание                                                       |
| --------------- | ---------------------------- | --------------------------- | -------------------------------------------------------------- |
| Сецуко Хара     | Юкие                         | 幸枝                        | Дъщеря на Ягихара, в която са влюбени Ноге и Итогава           |
| Денджиро Окочи  | Проф. Ягихара                | 八木原教授                  | Баща на Юкие, преподавател в Императорския университет в Киото |
| Сусуму Фуджита  | Рюкичи Ноге                  | 野毛隆吉                    | Студент с леви убеждения, който става агент на Запада          |
| Еико Мийоши     | Г-жа Ягихара                 | 八木原夫人                  | Съпруга на професор Ягихара                                    |
| Такаши Шимура   | Полицейски инспектор         | 毒いちご                    | Полицейски инспектор, който залавя Ноге                        |
| Кокутен Кодо    | Баща на Ноге                 | 野毛の父                    | Болен старец, който почти не говори                            |
| Харуко Сугимура | Майка на Ноге                | 野毛の母                    | Борбена и селска жена                                          |
| Акетаке Коно    | Итогава                      | 糸川                        | Императорски прокурор, който счита Ноге за престъпник          |

## Други заглавия на филма
- Не съжалявам за моята младост[3]
- Не съжаляваме за младостта си[5]
- Без съжаление за нашата младост[6]

## Информация за филма
Лентата е създадена в периода между двете големи стачки в компания „Тохо“ (от февруари до октомври 1946 г.) Сценарната комисия, учредена по това време, решава, че оригиналният сценарий на филма трябва да бъде преработен, така че продуктът се заснема по втория сценарий. Причината е, че по същото време в комисията постъпва за разглеждане проект със сходна тематика. По-късно членовете на комисията изказват извинения към Куросава, като признават, че от първия вариант би излезнал по-добър филм.
Направените промени разстройват целостта на разказа, изключения правят само последните 20 минути от лентата, в които Куросава влага цялата си сила и надежда. Накрая на снимачния процес японският режисьор се чувства напълно изморен и изнервен.
Без съжаления за младостта ни е посрещнат добре от американските цензори и членовете стискат ръка на Куросава. Някои хора реагират мълчаливо на новия път на развитие, поет от младия кинотворец. Самият Куросава определя лентата си като първата, в която има свобода да предаде мислите си.
След премиерата на филма започва втората стачка в „Тохо“, с която си отиват много звезди на филмовата компания, сред тях и голяма част от актьорския състав на лентата.
Куросава споделя, че Без съжаления за младостта ни е скъп за него продукт най-вече с това, че е първият филм направен след военните години. Заглавието е взето от фраза изведнъж придобила популярност след Втората световна война в Япония. Снимките са правени в Киото и присъстват сцени, които не се срещат в японското кино по време на войната – кадри на природа и любовни сцени.
Авторът казва, че Без съжаления за младостта ни е и филмът е посветен на проблема за свободата и демокрацията. Той изказва мнение, че двете не могат да бъдат постигнати без да бъде решен въпросът за самоутвърждаването на личността.